# Cephalodromia seia
Cephalodromia seia is een vliegensoort uit de familie van de Mythicomyiidae. De wetenschappelijke naam van de soort is voor het eerst geldig gepubliceerd in 1963 door Séguy, oorspronkelijk geplaatst in het geslacht Cyrtosia.